# Canton de Coursegoules
Le canton de Coursegoules est une ancienne division administrative française, située dans le département des Alpes-Maritimes et la région Provence-Alpes-Côte d'Azur.

## Composition
Le canton de Coursegoules regroupait les communes de :
| Nom                      | Code Insee | Intercommunalité    | Population (dernière pop. légale) |
| ------------------------ | ---------- | ------------------- | --------------------------------- |
| Coursegoules (chef-lieu) | 06050      | CA Sophia Antipolis | 517 (2014)                        |
| Gréolières               | 06070      | CA Sophia Antipolis | 607 (2014)                        |
| Bouyon                   | 06022      | CA Sophia Antipolis | 489 (2014)                        |
| Cipières                 | 06041      | CA Sophia Antipolis | 382 (2014)                        |
| Bézaudun-les-Alpes       | 06017      | CA Sophia Antipolis | 245 (2014)                        |
| La Roque-en-Provence     | 06107      | CA Sophia Antipolis | 79 (2014)                         |
| Conségudes               | 06047      | CA Sophia Antipolis | 101 (2014)                        |
| Les Ferres               | 06061      | CA Sophia Antipolis | 103 (2014)                        |

## Représentation

### conseillers généraux de 1833 à 2015
- Le canton de Coursegoules faisait partie du département du Var jusqu'en 1860.

- De 1833 à 1848, les cantons de Coursegoules et de Saint-Auban avaient le même conseiller général. Le nombre de conseillers généraux était limité à 30 par département[1].

| Période | Identité                       | Parti                    | Qualité |
| --- | ------------------------------ | ------------------------ | --- |
| Une élection cantonale partielle eut lieu en 1986 à la suite de l'annulation de l'élection de Jean-Pierre Mascarelli par le Conseil d'État amenant à la réélection de Jean-Pierre Mascarelli dès le premier tour. |                                |                          | |
| 1833-1836 | M. Marcelin Guérin (1798-1872) |                          | Procureur du Roi à Grasse                                                                                              |
| 1836-1837 (décès) | M. Antoine Sémerie             | Majorité ministérielle   | Député (1834-1837) Procureur général du Roi dans les possessions françaises du Nord de l'Afrique Propriétaire à Grasse |
| 1838-1848 | M. Jean-Baptiste Alziary       |                          | Président du Tribunal civil de Grasse Propriétaire à Fréjus                                                            |
| 1848-1863 (décès) | M. Paul Sénequier              |                          | Ancien secrétaire en chef de la sous-préfecture Propriétaire à Grasse                                                  |
| 1863-1871 | M. Charles Euzière             |                          | Juge de paix, propriétaire                                                                                             |
| 1871-1871 (décès) | M. François Ignace Foucachon   |                          | Propriétaire à Bouyon                                                                                                  |
| 1872-1886 | M. Gustave Layet               | Républicain              | Propriétaire à Saint-Paul-du-Var                                                                                       |
| 1886-1898 | M. Eugène Gazagnaire           | Républicain              | Maire de Cannes (1878-1895)                                                                                            |
| 1898-1900 (décès) | M. François Léon Chiris        | Républicain Conservateur | Industriel Député (1874-1875 et 1876-1882) Sénateur (1882-1900)                                                        |
| 1900-1904 | M. Auguste Castel              | Républicain              | Avoué près le Tribunal de Grasse                                                                                       |
| 1904-1925 | M. Jean Amic                   | Républicain              | Avocat, négociant et industriel Sénateur (1911-1926) Ancien conseiller municipal de Grasse                             |
| 1925-1940 | M. Louis Revel                 | RG                       | Industriel à Nice Maire de Conségudes Nommé conseiller départemental en 1943                                           |
| |                                |                          | |
| 1945-1949 | M. Gustave Lambert (1902-1981) | RI                       | Retraité de l'armée, cultivateur Maire de Cipières                                                                     |
| 1949-1955 | M. Maurice Fortuné Raybaud     | DVD                      | Brigadier des douanes, maire de Roquestéron-Grasse                                                                     |
| 1955-1985 | M. Michel Salvadori            | DVD                      | Médecin Maire de Bouyon (1953-1983)                                                                                    |
| 1985-2015 | M. Jean-Pierre Mascarelli      | RPR puis UMP             | Ingénieur conseil Maire de Bouyon depuis 1983 Vice-président du Conseil général                                        |

### Conseillers d'arrondissement (de 1833 à 1940)
| Période                                  | Période | Identité                   | Étiquette | Qualité |
| ---------------------------------------- | ------- | -------------------------- | --------- | --- |
| 1833                                     | 1839    | M. Antoine Ricord          |           | Juge de paix à Coursegoules                                                                                 |
|                                          |         |                            |           | |
| avant 1869                               |         | M. Jean-Henri Isnard       |           | Notaire, maire de Coursegoules                                                                              |
|                                          |         |                            |           | |
| 1901                                     |         | François André Alfred Pons |           | Propriétaire à Valbonne                                                                                     |
|                                          |         |                            |           | |
|                                          | 1937    | M. Raynaud                 |           | |
| 1937                                     | 1940    | M. Marius Carlavan         |           | Maire de Cipières                                                                                           |
| 1940                                     |         |                            |           | Les conseils d'arrondissement ont été suspendus par la loi du 12 octobre 1940 et n'ont jamais été réactivés |
| Les données manquantes sont à compléter. |         |                            |           | |

## Démographie
| 1962  | 1968 | 1975 | 1982  | 1990  | 1999  | 2006  | 2011  | 2012  |
| ----- | ---- | ---- | ----- | ----- | ----- | ----- | ----- | ----- |
| 1 030 | 946  | 996  | 1 158 | 1 344 | 1 728 | 2 140 | 2 406 | 2 445 |